# Маркулия
Маркулия или Маркова кула (на македонска литературна норма: Маркулија, Маркова Кула) е крепост, съществувала през късната античност и средновековието, разположена над кичевските села Архангел и Сърбица, Република Македония.

## Местоположение
Крепостта е на 1 km североизточно от Архангел (Арангел) и на 1 km северно от Сърбица. Разположена е на издължен планински рид, завършващ със заоблен връх на 100 m над източния край на долината под него (872 m н.в.). От върха се вижда разположения на 10 km югозападно град Кичево. Край рида е преминавал пътят Кичево – Гостивар, който на 7 km на север достига прохода Кяфа, където има стари железни рудници. На 3 km на юг, в землището на Осломей, има въглещни находища.

## История

### Античност
Крепостта датира от късната античност, когато около върха е изградена стена, затваряща 1,4 ha. При археологическите разкопки са открити късноантична керамика и монети от края на IV – VI век. На километър южно от крепостта в местността Манастирище са открити остатъци от рударското селище, защитавано от крепостта, а в местността Мегя – раннохристиянска църква. Крепостта е бранела пътя между провинциите Нов Епир и Превалитана.

### Средновековие
В по-късните средновековни слоеве при разкопките са открити парчета от славянски црепни, малки предмети от ковано желязо, върхове на стрели и бронзова прабългарска апликация – тамга, от IX – X век. Крепостната стена не е обновявана. В тази епоха крепостта, която вероятно само временно е имала гарнизон, е контролирала пътя от Скопие, през Полога и Кичево към Охрид.